# Estado de Chen
Chen (chino tradicional: 陳, Wade-Giles: Ch'ên2) fue un estado vasallo de la dinastía Zhou durante las Primaveras y Otoños. Su capital fue Wanqiu (宛丘), en Henan. Sus gobernantes se titulaban duques (公, gōng).
La familia real de Chen reclamó la ascendencia del Emperador Shun. De acuerdo a la tradición, tras la conquista de la dinastía Shang alrededor de 1046 a. C., el Rey Wu de Zhou buscó al alfarero Gui Man (媯滿), un descendiente de Shun, y le dio el feudo de Chen.
Chen luego se convirtió en estado satélite de Chu, peleando como aliado de Chu en la batalla de Chengpu (632 a. C.). Fue finalmente anexado a Chu en 479 a. C. Tras la destrucción de la antigua capital de Chu en Ying, Chen se convirtió en su nueva capital por un tiempo.